# 小那比村
小那比村（おなびむら）はかつて岐阜県郡上郡に存在した村である。
現在の郡上市八幡町小那比に該当する。

## 歴史
- 1889年（明治22年）7月1日 - 町村制により、小那比村発足。
- 1897年（明治30年）4月1日 - 入間村、美山村、洲河村、野々倉村と合併し、西和良村発足。同日小那比村廃止。